# Цамла
Цамла — село в Гунибском районе Дагестана. Входит в состав Сельсовет Тлогобский, общества Куяда.
Языческие захоронения близ села датированы VII веком до н. э. К этой эпохе относятся и бронзовые статуэтки, найденные тут (переданы в Национальный музей Республики Дагестан им. А.Тахо-Годи).
В 1922 году село было полностью разрушено превосходящими числом и оружием силами большевиков. Выжившие были вынуждены отступить в общество «Къаралал», ныне Чародинского района. В 1930-х годах село было отстроено заново, о чём свидетельствуют записи, оставленные строителями на камнях стен домов.
Тут родился Отличник народного просвещения РСФСР Дибирмагомедов Гегуна, заслуженный учитель РФ Дибирмагомедов Магомед Гегунаевич и кандидат исторических наук Дибирмагомедов Магомед Магомедович.
Цамла окружена со всех сторон горами (Седло-гора и Гуниб (плато)).
Построен историко-краеведческий музей. Реконструирована старинная сторожевая башня и мн. др.

## География
Расположено в 10 км к северо-западу от районного центра с. Гуниб, на р. Куяда.
Из-за Гунибского плато автомобильной дороги напрямую из Гуниба в Цамла нет. Протяженность дороги Махачкала — Цамла составляет 145 км.

## Население
| 1939 | 1970 | 1989 | 2002 | 2010 | 2021 |
| ---- | ---- | ---- | ---- | ---- | ---- |
| 16   | ↗27  | ↘21  | ↗30  | ↘15  | ↗32  |